# 鹿角警察署
鹿角警察署（かづのけいさつしょ）は、秋田県鹿角市にある秋田県警察が管轄する警察署の一つである。

## 管轄区域
- 鹿角市
- 鹿角郡小坂町

## 所在地
- 秋田県鹿角市花輪字向畑100

## 組織
- 警務課
  - 広報広聴係
  - 警務係
  - 被害者支援係
  - 留置管理係

- 会計課
  - 会計係

- 生活安全課
  - 生活安全係
  - 女性安全対策係
  - 少年係

- 地域課
  - 地域係
  - 機動警ら係

- 刑事課
  - 庶務係
  - 鑑識係
  - 捜査係

- 交通課
  - 交通係

- 警備課
  - 警備係

## 交番

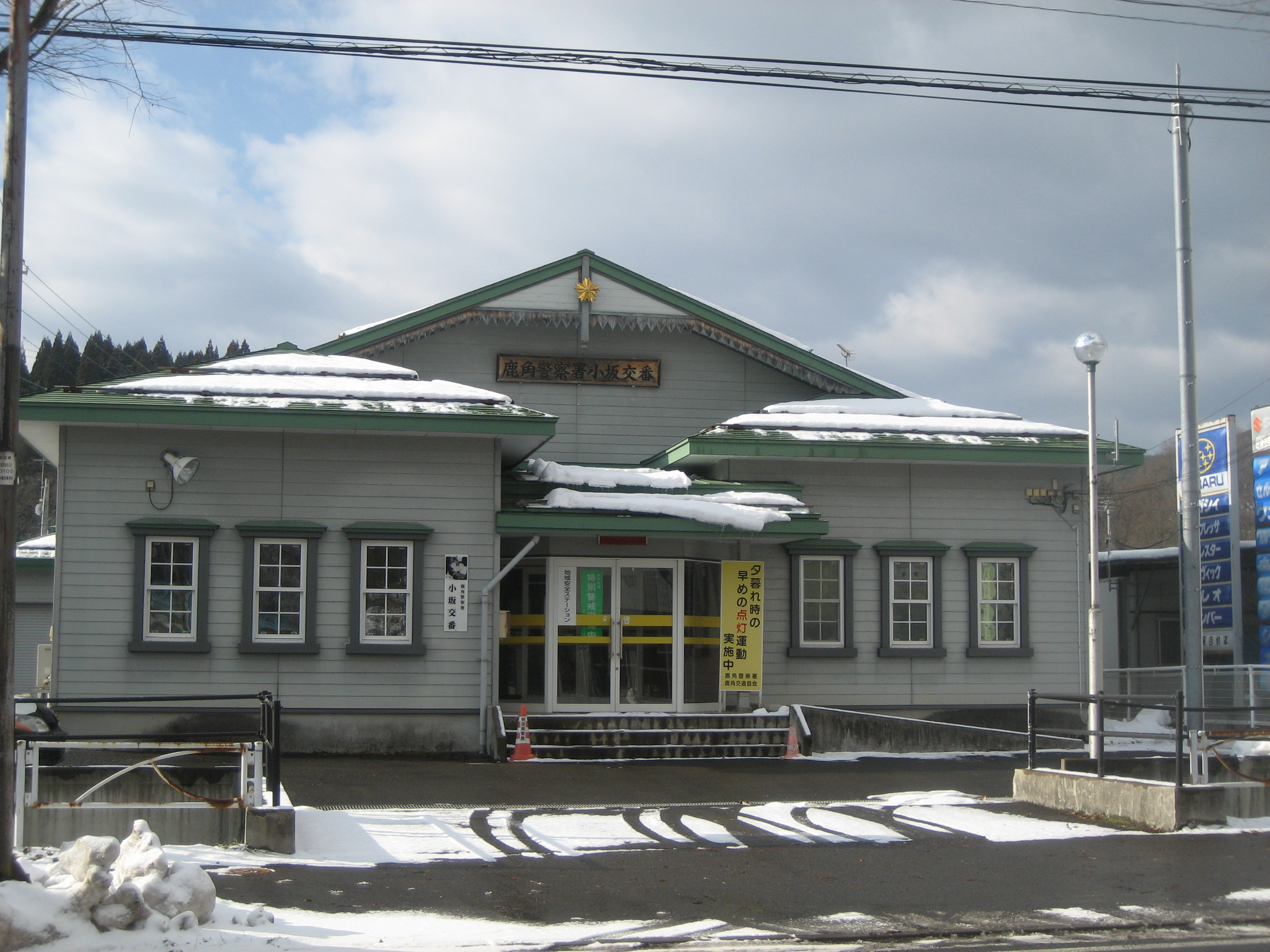
小坂交番

（）内は所在地。

### 鹿角市
- 花輪交番（鹿角市花輪字下中島81番1）

### 小坂町
- 小坂交番（鹿角郡小坂町小坂字中前田42番地3）

## 駐在所
（）内は所在地。

### 鹿角市
- 大湯駐在所（鹿角市十和田大湯字下川原30番地5）
- 毛馬内駐在所（鹿角市十和田毛馬内字押出40番地24）
- 錦木駐在所（鹿角市十和田錦木字室田4番地3）
- 尾去沢駐在所（鹿角市尾去沢字軽井沢51番地1）
- 八幡平駐在所（鹿角市八幡平字小豆沢碇92番地1）

### 小坂町
- 十和田湖駐在所（鹿角郡小坂町十和田湖字大川岱13番地6）